# Idioma yaeyama
Yaeyama (ヤイマムニ Yaimamuni) es un idioma ryukyuense hablado por unas 44 650 personas en las islas Yaeyama al sur de las islas Ryukyu (Japón). Es un idioma ryukyuense, relacionado con el miyako y el yonaguni.
Se pueden distinguir los siguientes grupos dialectales:
- Ishigaki
- Iriomote
- Taketomi

Algunas pronunciaciones que en el japonés moderno se dejaron de usar alrededor del siglo XVIII como el sonido de la P que en el japonés es la H, además el sonido de la letra O es el sonido de la u y el sonido de la E es reemplazado por el sonido de la i. En el siguiente recuadro se verán algunos ejemplos:
|          | Proto-Japónico | Japonés Moderno | Yaeyama |
| -------- | -------------- | --------------- | ------- |
| "Campo"  | para           | hara            | paru    |
| "Bote    | pune           | fune            | puni    |
| "Paloma" | pato           | hato            | patu    |